# Ranau (jezero)
Ranau je jezero vulkanického původu v jižní části indonéského ostrova Sumatra. Jeho hloubka dosahuje 229 m a vyplňuje sopečnou kalderu s rozměry 8 × 13 km, jež vznikla mohutnou erupcí před 550 tisíci lety. Nadmořská výška hladiny činí 540 m. Na jihovýchodním okraji kaldery se rozprostírá geologicky mladší stratovulkán Semuning.